# Лабориэль, Абрахам
Абрахам Лабориэль (англ. Abraham Laboriel Sr.; 17 июля 1947, Мехико) - американский бас-гитарист стилей фьюжн и джаз. Один из самых знаменитых современных басистов в мире, игру которого можно услышать более чем на 4000 записей и саундтреков . Журнал Guitar Player Magazine назвал его "наиболее широко используемым сессионным басистом нашего времени" .

## Биография
Родился 17 июля 1947 года в столице Мексики - Мехико.
Несмотря на потерю в возрасте 4-х лет кончика указательного пальца на левой руке, начал учиться игре на гитаре у своего отца, гитариста и учителя музыки. В 1968 году переехал в США, в 1972 году поступил в музыкальный колледж Беркли в Бостоне на факультет композиции. Там же всерьёз увлекся бас-гитарой. Во время учёбы играл в группе у Гарри Бертона и в бостонской постановке мюзикла Волосы. В 1973 году на короткое время стал участником знаменитого биг-бэнда Count Basie Orchestra, гастролировал с такими музыкантами, как Мишель Легран и Джонни Мэтис.
Судьбоносной для музыканта стала работа с Генри Манчини, композитором и руководителем оркестра, сделавшим блестящую карьеру в Голливуде. В 1976 году Манчини убедил его перебраться в Лос-Анджелес, и с этого момента начался настоящий взлёт сессионной карьеры Лабориэля.
В числе музыкантов, с которыми он сотрудничал, были  Джон Клеммер, Джордж Бенсон, Ларри Карлтон, Дон и Дэйв Грусин, Стиви Уандер, Эл Джерро, Элла Фицджеральд, Херби Хэнкок, Дэвид Бенуа, The Manhattan Transfer, Майкл Джексон, Арета Франклин, Джо Сэмпл, Дайан Шуур и многие другие.
К тому же он основал в 1980 году группу Koinonia, которая до 1990 года выпустила четыре альбома. В 1994-м он принял участие в различных европейских джазовых фестивалях. В 2005-м музыкальный колледж Беркли присвоил звание почётного профессора Абрахаму Лабориэлю.
Его сын - барабанщик Абрахам Лабориэль-младший.

## Дискография

### Соло альбомы
- 1993: Abraham Laboriel (Dear Friends), produced by Greg Mathieson
- 1994: Abraham Laboriel (Guidum) Produced by Greg Mathieson
- 1994: Justo Almario and Abraham Laboriel (Justo & Abraham) Produced by Greg Mathieson
- 2005: Abe Laboriel & Friends (Live in Switzerland)
- 2006: Tata Vega, Justo Almario, and Abe Laboriel (Aclamare Tu Gracia)
- 2011: Reyes y Sacerdotes (Cumbia y Vallenato)
- 2016: Dear Friends, Querido Amigos

### Альбомы групп
- 1982: Koinonia (More than a Feelin')
- 1984: Koinonia (Celebration)
- 1986: Koinonia (Frontline)
- 1989: Koinonia (Koinonia)
- 2005: Otmaro Ruíz Trio featuring Alex Acuña, & Abraham Laboriel (Latino)
- 2009: Open Hands (Open Hands)

### Сессионные работы
- 1973: Gary Burton ‒ The New Quartet (ECM)
- 1975: Henry Mancini — Symphonic Soul (RCA)
- 1976: Nathan Davis — If (Tomorrow International Inc.)
- 1976: Henry Mancini ‒ The Cop Show Themes (RCA)
- 1977: Al Jarreau ‒ Look to the Rainbow (Warner Bros.)
- 1978: Keith Green ‒ No Compromise
- 1978: Lalo Schifrin ‒ Gypsies (Tabu)
- 1978: Lee Ritenour ‒ The Captain’s Journey (Elektra)
- 1978: Kelly Willard ‒ Blame It On The One I Love (Maranatha Music)
- 1978: Second Chapter of Acts ‒ Mansion Builder (Sparrow Records)
- 1978: Stan Getz — Children of the World (Columbia)
- 1979: Paul Clark — Aim For the Heart (Myrhh Records)
- 1979: Herb Alpert — Rise (A&M Records, Inc.)
- 1979: Joe Sample — Carmel (ABC Records, Inc.)
- 1980: Dolly Parton ‒ 9 to 5 and Odd Jobs (RCA)
- 1980: George Benson — Give Me the Night (Warner Brothers)
- 1980: Al Jarreau — This Time (Warner Brothers)
- 1981: Al Jarreau ‒ Breakin' Away (Warner Bros.)
- 1981: Andraé Crouch — Don’t Give Up (Warner Brothers)
- 1981: Manhattan Transfer — Mecca for Moderns (Atlantic Records)
- 1982: Dave Grusin ‒ Tootsie (Warner Bros.)
- 1982: Herbie Hancock ‒ Lite Me Up (CBS)
- 1985: DeBarge ‒ Rhythm of the Night (Gordy)
- 1987: Phil Driscoll ‒ Make Us One (Compose Records)
- 1987: Dave Grusin ‒ Cinemagic (GRP)
- 1987: David Benoit ‒ Freedom at Midnight (GRP)
- 1987: Justo Almario — Plumbline (Meadowlark/Sparrow)
- 1988: George Benson — Twice the Love (Warner Bros.)
- 1989: Greg Mathieson ‒ For My Friends
- 1990: Dave Grusin / GRP All-Stars ‒ GRP Live in Session (GRP)
- 1990: Twila Paris — «Cry for the Desert» (EMI CMG)
- 1991: Ron Kenoly — Jesus Is Alive (Integrity's Hosanna! Music)
- 1991: Michael Jackson — Dangerous (Epic)
- 1992: Mark Conner — All Nations Worship (Integrity’s Hosanna! Music)
- 1992: Ron Kenoly ‒ Lift Him Up (Integrity Hosanna! Music)
- 1992: Don Moen — Worship with Don Moen (Integrity’s Hosanna! Music)
- 1992: Rusty Nelson — Take the City (Integrity’s Hosanna! Music)
- 1992: Rich Gomez — Almighty (Integrity’s Hosanna! Music)
- 1992: Phil Driscoll ‒ The Picture Changes (Mighty Horn)
- 1993: Helen Baylor ‒ Start All Over
- 1993: Lionel Peterson — Rejoice Africa (Integrity’s Hosanna! Music)
- 1993: Tom Inglis — We Are One (Integrity’s Hosanna! Music)
- 1993: Randy Rothwell — Be Magnified (Integrity’s Hosanna! Music)
- 1994: Andraé Crouch ‒ Mercy (Qwest Records)
- 1994: Джо Кокер ‒ «The Simple Things» (	Capitol Records)
- 1994: Ron Kenoly ‒ God Is Able (Integrity Hosanna! Music)
- 1994: Rick & Cathy Riso — As for My House (Integrity’s Hosanna! Music)
- 1995: The Maranatha! Promise Band — Raise the Standard (Maranatha! Music)
- 1995: Don Moen ‒ Rivers of Joy (Integrity Hosanna! Music)
- 1995: Ron Kenoly — Sing Out With One Voice (Integrity’s Hosanna! Music)
- 1995: Justo Almario ‒ Count Me In
- 1996: Alvin Slaughter ‒ God Can! (Integrity Hosanna! Music)
- 1996: Ron Kenoly — Welcome Home (Integrity’s Hosanna! Music)
- 1997: Lou Pardini ‒ Night to Remember
- 1997: Don Moen — Let Your Glory Fall (Integrity’s Hosanna! Music)
- 1998: Ron Kenoly — Majesty (Integrity’s Hosanna! Music)
- 1998: Don Moen — God Is Good (Integrity’s Hosanna! Music)
- 1999: Ron Kenoly — We Offer Praises (Integrity’s Hosanna! Music)
- 1999: Phil Driscoll ‒ The Quiet (Mighty Horn)
- 2000: Don Moen ‒ The Mercy Seat (Integrity Hosanna! Music)
- 2000: Phil Driscoll ‒ Plugged In (Mighty Horn)
- 2001: Alan Silvestri ‒ The Mexican (Decca)
- 2004: Don Grusin ‒ The Hang
- 2006: Andraé Crouch ‒ Mighty Wind
- 2007: Michael Giacchino ‒ Ratatouille (Walt Disney Records)
- 2008: Karen Blixt ‒ Mad Hope (HiFli Records)
- 2008: Chris Boardman ‒ Midtown Moves (Ambient Entertainment)
- 2009: Tom Brooks ‒ Hymns of Peace (Worship Alliance / 3:16 Media)
- 2013: Christophe Beck — Frozen (Walt Disney Records) (also includes «Let It Go (Elsa’s Tune)»
- 2015: Michael Giacchino ‒ Inside Out (Walt Disney Records)
- 2016: Michael Giacchino — Zootopia (Walt Disney Records)